# Es reißet euch ein schrecklich Ende, BWV 90

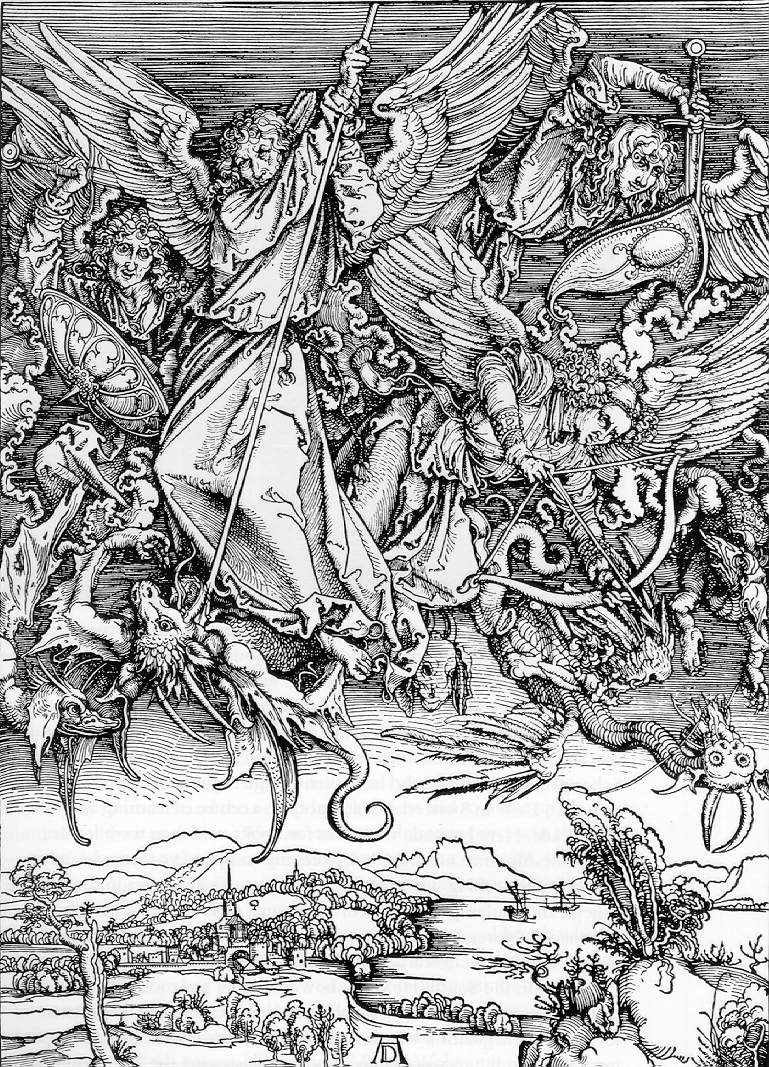
Grabado de Durero, ilustrando la gran tribulación.

Es reißet euch ein schrecklich Ende, BWV 90 (Os espera un terrible final) es una cantata de iglesia escrita por Johann Sebastian Bach en Leipzig para el vigésimo quinto domingo después de la Trinidad y estrenada el 14 de noviembre de 1723.

## Historia
Bach compuso esta obra durante su primer año como Thomaskantor en Leipzig para el vigésimo quinto domingo después de la Trinidad. Forma parte de su primer ciclo anual de cantatas. La cantata fue interpretada por primera vez el 14 de noviembre de 1723.

## Análisis

### Texto
Las lecturas establecidas para ese día eran de la primera epístola a los tesalonicenses, la venida del Señor (1 Tesalonicenses 4:13-18), y del evangelio según San Mateo, la gran tribulación (Mateo 24:25-28).
El coral de cierre es la séptima estrofa del himno "Nimm von uns, Herr, du treuer Gott" escrito por Martin Moller en 1584, cantado con la melodía de "Vater unser im Himmelreich".

### Instrumentación
La obra está escrita para tres voces solistas (alto, tenor y bajo), un coro  a cuatro voces; trompeta, dos violines, viola y bajo continuo.

### Estructura
Consta de cinco movimientos.
1. Aria (tenor): Es reißet euch ein schrecklich Ende
2. Recitativo (alto): Des Höchsten Güte wird von Tag zu Tage neu
3. Aria (bajo): So löschet im Eifer der rächende Richter
4. Recitativo (tenor): Doch Gottes Auge sieht auf uns
5. Coral: Leit uns mit deiner rechten Hand

En palabras de Klaus Hofmann, las dos arias de la obra "pintan un panorama desolador". La primera de ellas para tenor es "expresivamente muy intensa" tanto para el cantante como para los violines, que ilustran las reißet (lágrimas). John Eliot Gardiner, que describe la cantata como "magníficamente teatral y lacónica", señala: "Bach parece que, en realidad, asume toda su generación de compositores de ópera italiana y les gana en su propio terreno. La energía inagotable de su invención melódica y rítmica propulsión siempre está dirigida a dar expresión veraz al texto, y aquí es tan inigualable como emocionante."
El siguiente recitativo primero establece en gran contraste que "la bondad de Dios se renueva cada día", pero luego refleja "la desesperación de las debilidades humanas". La segunda aria, So löschet im Eifer der rächende Richter (Entonces en su celo el juez vengador extinguirá como castigo la luz de su palabra) es cantada por el bajo con "añadido énfasis por la presencia de la trompeta". El instrumento está destinado a ser el que ha de hacer la llamada para el Juicio Final, como se menciona en la lectura de la epístola. El último recitativo finalmente vuelve sobre el pensamiento sobre que "los ojos de Dios nos ven como elegidos".
El coral de cierre es un arreglo a cuatro voces. El texto fue tomado de la séptima estrofa del himno "Nimm von uns, Herr, du treuer Gott" escrito por Martin Moller en 1584; y la melodía es la del coral "Vater unser im Himmelreich".

## Discografía selecta
De esta pieza se han realizado una serie de grabaciones entre las que destacan las siguientes.
- 1963 – Les Grandes Cantates de J.S. Bach Vol. 15. Fritz Werner, Heinrich-Schütz-Chor Heilbronn, Pforzheim Chamber Orchestra, Claudia Hellmann, Helmut Krebs, Erich Wenk (Erato)
- 1965 – J.S. Bach: Kantaten BWV 89, 90, 161. Jaap Schröder, Monteverdi-Chor, Concerto Amsterdam, Helen Watts, Kurt Equiluz, Max van Egmond (Telefunken)
- 1978 – Die Bach Kantate Vol. 59. Helmuth Rilling, Gächinger Kantorei, Bach-Collegium Stuttgart, Helen Watts, Adalbert Kraus, Siegmund Nimsgern (Hänssler)
- 1978 – J.S. Bach: Das Kantatenwerk Vol. 22. Gustav Leonhardt, Knabenchor Hannover, Collegium Vocale Gent, Leonhardt-Consort, Paul Esswood, Kurt Equiluz, Max van Egmond (Telefunken)
- 1998 – J.S. Bach: Complete Cantatas Vol. 8. Ton Koopman, Amsterdam Baroque Orchestra & Choir, Bogna Bartosz, Jörg Dürmüller, Klaus Mertens (Antoine Marchand)
- 1999 – Bach Edition Vol. 8: Cantatas Vol. 3. Pieter Jan Leusink, Holland Boys Choir, Netherlands Bach Collegium, Sytse Buwalda, Knut Schoch, Bas Ramselaar (Brilliant Classics)
- 2000 – J.S. Bach: Cantatas Vol. 15 BWV 40, 60, 70, 90. Masaaki Suzuki, Bach Collegium Japan, Robin Blaze, Gerd Türk, Peter Kooy (BIS)
- 2000 – Bach Cantatas Vol. 10. John Eliot Gardiner, Monteverdi Choir, English Baroque Soloists, William Towers, James Gilchrist, Peter Harvey (Soli Deo Gloria)
- 2010 – J.S. Bach: Kantate BWV 90. Rudolf Lutz, Schola Seconda Pratica, Leonie Gloor, Antonia Frey, Bernhard Berchthold, Klaus Häger (Gallus Media)